# ابوطیب لغوی
ابوطیّب لغوی (؟ -۹۶۲) (ابوالطیب عبدالواحد بن علی عسکری لغوی حلبی) لغوی و شاعر عرب‌زبان ایرانی در سده چهارم قمری بود.

## زندگی
در عسکر مکرم از شهرک‌های خوزستان زاده شد، از این سو به «عسکری» نیز شناخته شد. نخست در زادگاه خود علم آموخت. سپس به بغداد رفت و نزد استادان زبان عربی در زبان‌شناسی تخصص یافت. خانوادهٔ او به حلب کوچیدند و آنجا میهن گزیدند، ابوالطیب نیز در حلب، به علم‌آموزی ادامه داد و در دربار سیف‌الدوله جایگاهی یافت؛ آن هنگام از متنبی و ابن جنی در برابر ابن خالویه و یارانش، دفاع می‌کرد. ابوالطیب آن قدر در حلب ماند که به «لغوی حلبی» نسب گرفت.
در اواخر سال ۳۵۱ قمری، رومیان به حلب هجوم بردند و سیف‌الدوله از دفاع ناتوان شد. در این میان، ابوالطیب در ۲۶ دسامبر ۹۶۲/ ۲۱ ذیقعده ۳۵۱ کشته شد.

## آثار
- کتاب الإبدال: واژگانی مبدل را در آن بررسی کرده؛ واژگانی که یکی از حروفشان دگرگون است بی‌آنکه معنایشان دگرگون شود. مانند: هثرم و هذرم، العَتَهَ و العَلَه، المِحراث و المِحراک، یحرف و یقرب.
- مراتب النحویین[۴]
- شجر الدّر: واژگان متداخلُ المعانی را در آن بررسی کرده؛ واژگانی که معنای هر حرف آن از معنای حرف دیگرش، متفاوت است.
- المثنّی
- الإتباع: واژگان دوگانه‌ای که با یکدیگر تأکید می‌سازند، پس از آنکه حرف یکم واژهٔ دوم را دگرگون می‌کند؛ مانند: جائع نائع، شدید أدید، حسن بسن، شحیح أنیح، مجنون مخنون.
- کتاب الاضداد[۵]
- کتاب الفرق یا الفروق
- طبقات الشعراء[۱]